# Плезанс-дю-Туш
Плеза́нс-дю-Туш (фр. Plaisance-du-Touch, окс. Plasença deu Toish) — коммуна во Франции, находится в регионе Юг — Пиренеи. Департамент — Верхняя Гаронна. Входит в состав кантона Легевен. Округ коммуны — Тулуза.
Код INSEE коммуны — 31424.

## География

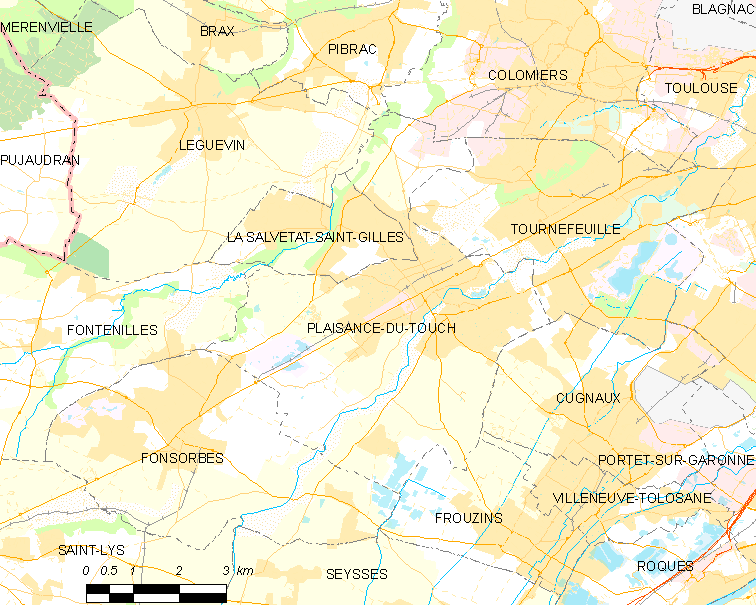
Карта коммуны

Коммуна расположена приблизительно в 600 км к югу от Парижа, в 13 км к западу от Тулузы.
По территории коммуны протекает река Туш и её приток — река Осоннель.

## Климат
Климат умеренно-океанический. Зима мягкая и снежная, весна характеризуется сильными дождями и грозами, лето сухое и жаркое, осень солнечная. Преобладают сильные юго-восточные и северо-западные ветры.

## Население
Население коммуны на 2010 год составляло 16 091 человек.
| 1962 | 1968 | 1975 | 1982 | 1990   | 1999   | 2010   |
| ---- | ---- | ---- | ---- | ------ | ------ | ------ |
| 1671 | 2622 | 4560 | 5753 | 10 075 | 14 150 | 16 091 |

## Экономика
В 2010 году среди 11 066 человек трудоспособного возраста (15—64 лет) 8365 были экономически активными, 2701 — неактивными (показатель активности — 75,6 %, в 1999 году было 73,3 %). Из 8365 активных жителей работали 7643 человека (3921 мужчина и 3722 женщины), безработных было 722 (334 мужчины и 388 женщин). Среди 2701 неактивных 1356 человек были учениками или студентами, 737 — пенсионерами, 608 были неактивными по другим причинам.

## Достопримечательности
- Церковь Св. Варфоломея (XIV век). Исторический памятник с 1926 года[4]
- Замок Витарель (XVII век). Исторический памятник с 1993 года[5]
- Зоопарк «Африканское сафари»
- Мост через реку Туш (XVIII век). Исторический памятник с 1926 года[6]

## Города-побратимы
- Лингфилд[англ.] (Великобритания)
- Карнате (Италия)
- Утебо (Испания)

## Фотогалерея

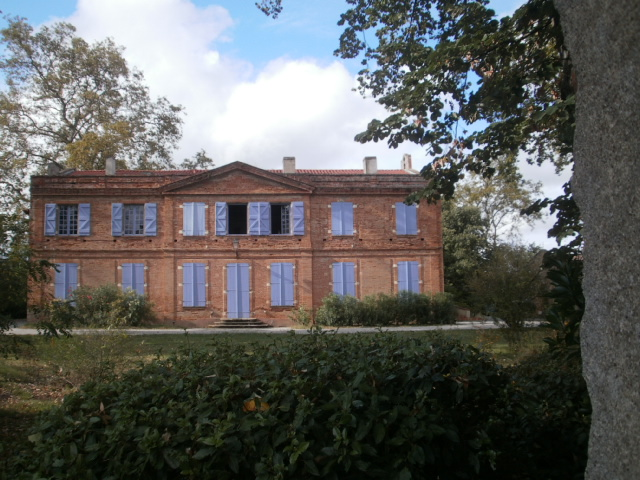
Замок Витарель
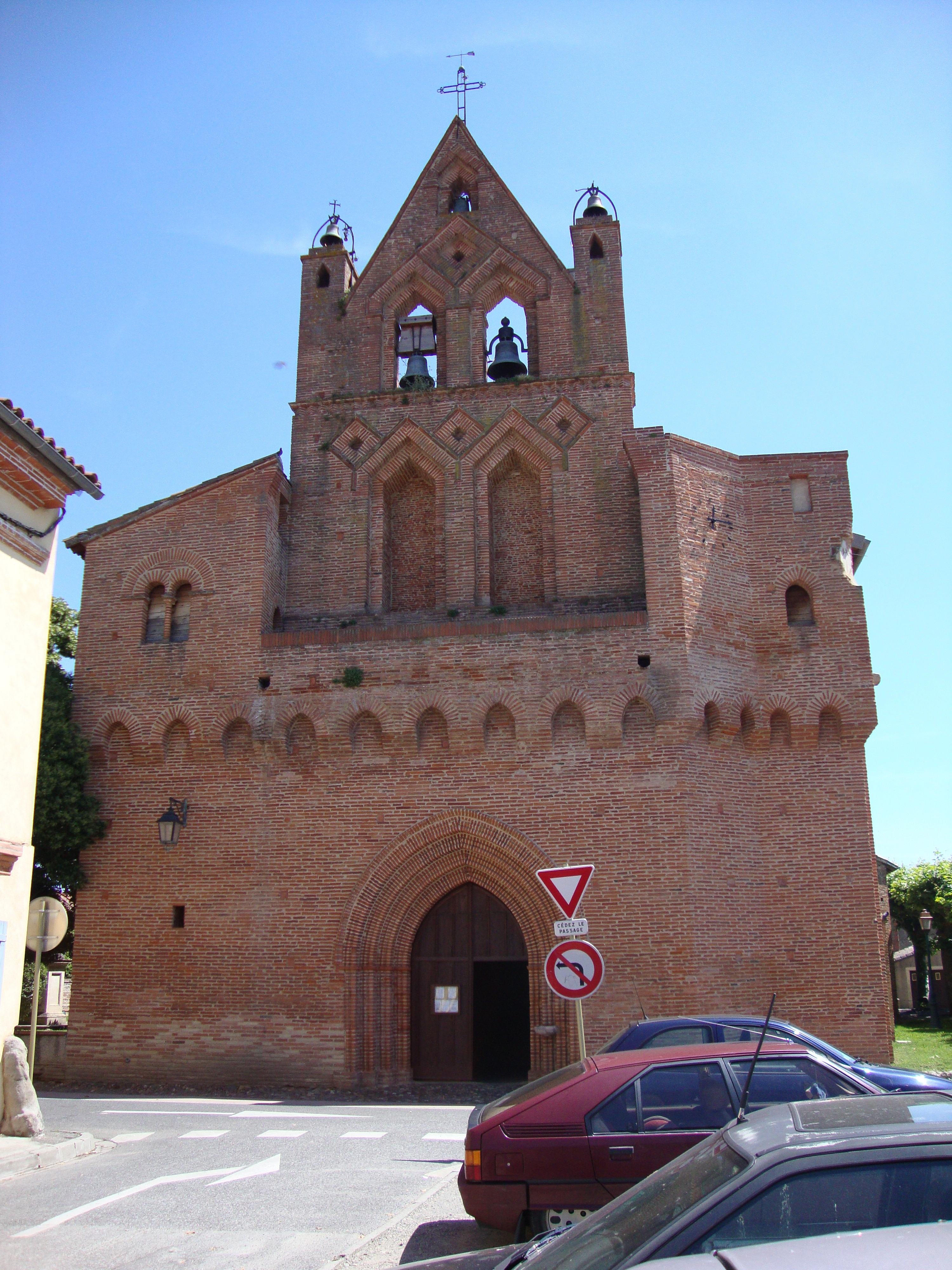
Церковь Св. Варфоломея
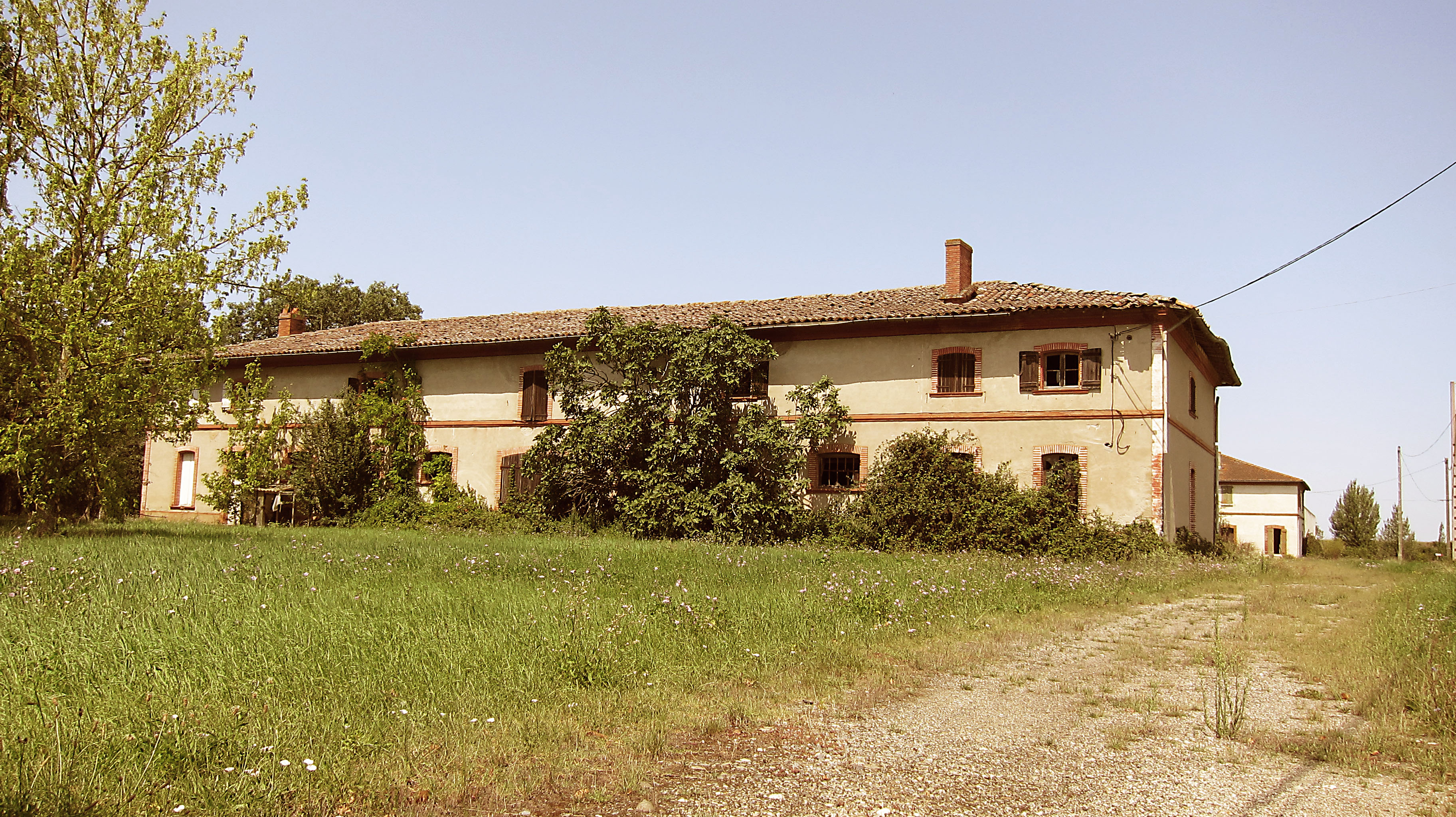
Ферма Дюмен
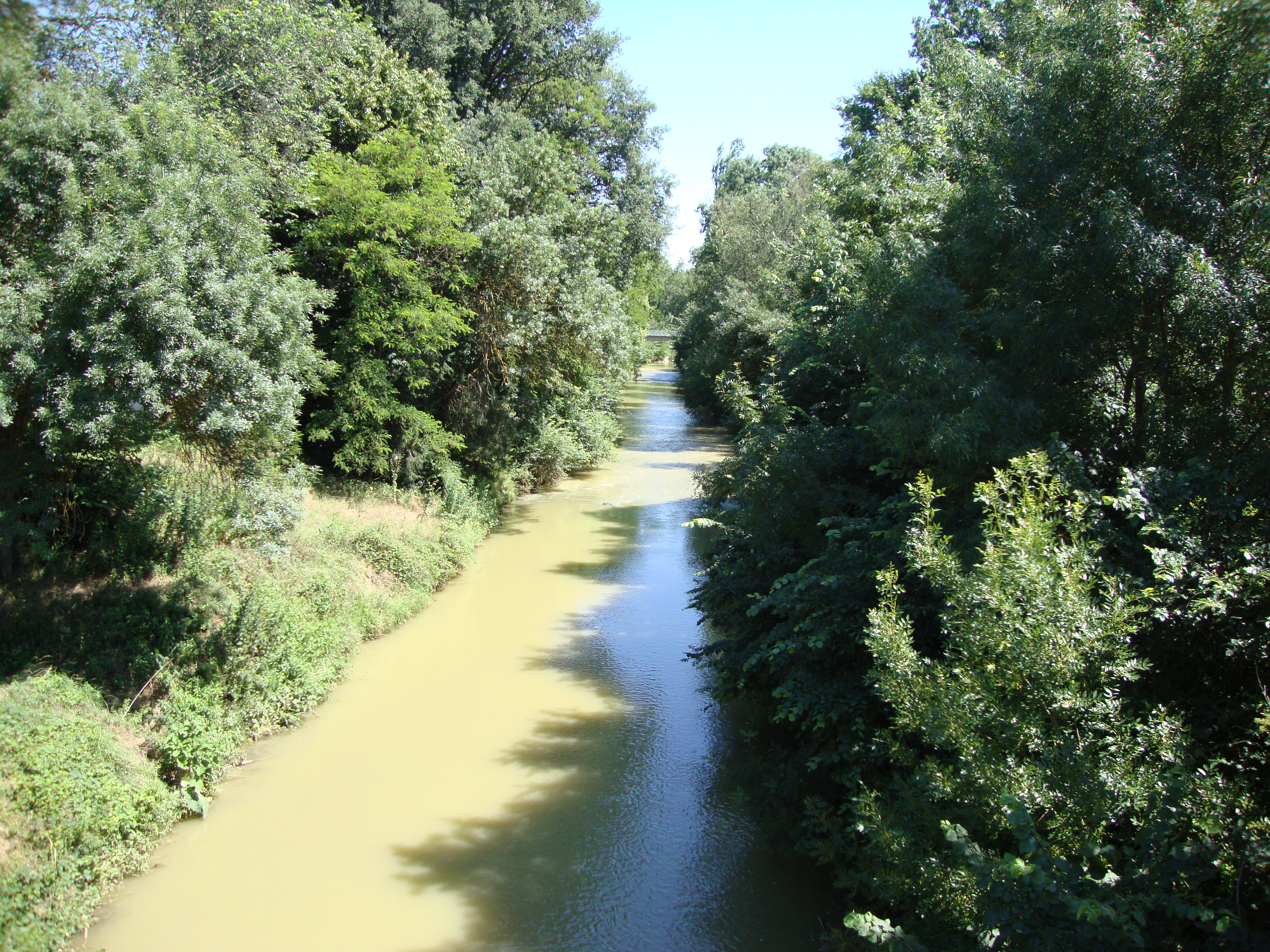
Река Туш
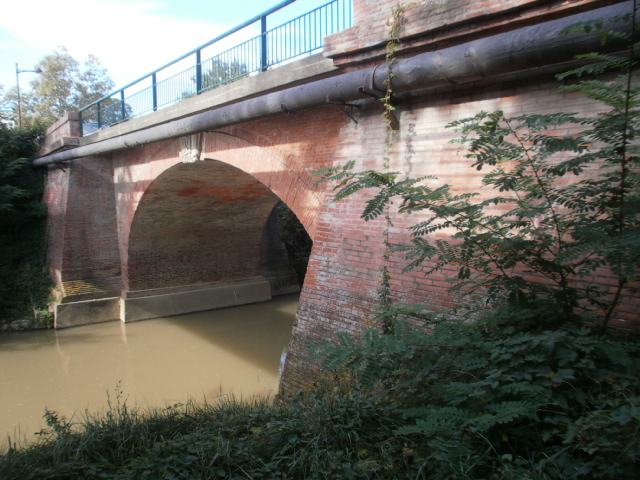
Мост через реку Туш